# Campeonato Europeu de Patinação Artística no Gelo de 1895
O Campeonato Europeu de Patinação Artística no Gelo de 1895 foi a quinta edição do Campeonato Europeu de Patinação Artística no Gelo, um evento anual de patinação artística no gelo organizado pela União Internacional de Patinação (em inglês:  International Skating Union) onde os patinadores artísticos competem pelo título de campeão europeu. A competição foi disputada no dia 26 de janeiro, na cidade de Budapeste, Hungria.

## Eventos
- Individual masculino

## Medalhistas
| Evento                        | Ouro                         | Prata                  | Bronze                   |
| Individual masculino detalhes | Tibor von Földváry · Hungria | Gustav Hügel · Áustria | Gilbert Fuchs · Alemanha |

## Resultados

### Individual masculino
| Pos.              | Nome               | Nacionalidade |
| ----------------- | ------------------ | ------------- |
| Medalha de ouro   | Tibor von Földváry | Hungria       |
| Medalha de prata  | Gustav Hügel       | Áustria       |
| Medalha de bronze | Gilbert Fuchs      | Alemanha      |
| WD                | Arthur Dezső       | Hungria       |

## Quadro de medalhas
| Ordem | País     | Medalha de ouro | Medalha de prata | Medalha de bronze |   | Ordem por total |
| ----- | -------- | --------------- | ---------------- | ----------------- | - | --------------- |
| 1     | Hungria  | 1               |                  |                   | 1 | 1               |
| 2     | Áustria  |                 | 1                |                   | 1 | 1               |
| 3     | Alemanha |                 |                  | 1                 | 1 | 1               |
| TOTAL | TOTAL    | 1               | 1                | 1                 | 3 | —               |